# Bridge Across Forever
Bridge Across Forever − drugi album studyjny progresywno-rockowej supergrupy Transatlantic wydany 9 października 2001 roku przez wytwórnię Metal Blade.

## Lista utworów
Wszystkich utworów zostały napisane przez Neila Morse'a, Roinego Stolta, Mike’a Portnoya oraz Pete’a Trewavasa, wyjątki opisane.
1. „Duel with the Devil” – 26:43
  - I. „Motherless Children” (7:06)
  - II. „Walk Away” (4:19)
  - III. „Silence of the Night” (4:23)
  - IV. „You're Not Alone” (3:49)
  - V. „Almost Home” (7:06)
2. „Suite Charlotte Pike” – 14:30
  - I. „If She Runs” (4:38)
  - II. „Mr. Wonderful” (2:42)
  - III. „Lost and Found Pt. 1” (1:32)
  - IV. „Temple of the Gods” (2:21)
  - V. „Motherless Children/If She Runs (Reprise)” (3:37)
3. „Bridge Across Forever” – 4:53 (Neal Morse, Celeste Prince[2])
4. „Stranger in Your Soul” – 30:00
  - I. „Sleeping Wide Awake” (6:03)
  - II. „Hanging in the Balance” (3:23)
  - III. „Lost and Found Pt. 2” (3:07)
  - IV. „Awakening the Stranger” (5:05)
  - V. „Slide” (4:02)
  - VI. „Stranger in Your Soul” (4:24)

## Twórcy
Transatlantic
- Neal Morse – pianino, organy Hammonda, minimoog, Fender Rhodes, syntezatory, wokal, gitara, mandolina
- Roine Stolt – gitara akustyczna i elektryczna, wokal, melotron, keyboard, perkusja
- Pete Trewavas – gitara basowa, syntezatory, wokal
- Mike Portnoy – perkusja, wokal

Muzycy sesyjni
- Chris Carmichael – skrzypce, altówka i wiolonczela w „Stranger in Your Soul” i „Duel With the Devil”
- Keith Mears – saksofon w ”Duel With the Devil”
- Chór „Elite” – śpiew w ”Duel With The Devil”